# Synchronisation (Film)
Als Synchronisation, Synchronisierung oder Dubbing bezeichnet man in der Filmproduktion das Herstellen eines zeitlichen Gleichlaufs zwischen Bild und Ton. Wird in der Postproduktion die sprachliche Ebene des Soundtracks nachbearbeitet, also eine nachträgliche Aufnahme von Dialogfragmenten oder aller Dialoge angefertigt und anschließend der Text mit dem Bild wieder in Übereinstimmung gebracht, so bezeichnet man diesen Prozess als Automatic Dialogue Recording (ADR) oder Sprachsynchron.
Die häufigste Bedeutung von Filmsynchronisation im alltäglichen Sprachgebrauch ist das nachträgliche Ersetzen aller Sprechteile durch Dialoge in einer anderen Sprache, die auf die Mundbewegungen und Gestik der Originalschauspieler abgestimmt sind. Es entsteht eine Synchronfassung, die für einen anderen Sprachraum zugänglich gemacht wurde. In Deutschland werden nahezu alle fremdsprachigen Filme synchronisiert. In vielen anderen Ländern werden dagegen – überwiegend aus Kostengründen – Untertitel oder Voice-over bevorzugt, auch z. B. in Nachrichtensendungen.

## Geschichte

### Ursprünge
1929 kam es zur ersten Synchronisation der Filmgeschichte: Der Film Erpressung von Alfred Hitchcock wurde zunächst als Stummfilm begonnen. Im Laufe der Produktion entschied man sich jedoch dafür, aus ihm den ersten englischen Tonfilm zu machen. Da das Englisch der tschechischen Schauspielerin Anny Ondra nicht gut genug war, aber Hitchcock nicht auf sie als Darstellerin verzichten wollte, ließ er ihren Part von der britischen Schauspielerin Joan Barry synchronisieren. Somit avancierte Joan Barry zur ersten Synchronsprecherin und Anny Ondra zur ersten fremdsprachig synchronisierten Schauspielerin der Filmgeschichte, wobei die Synchronisation noch direkt beim Dreh erfolgte: Ondra bewegte die Lippen, Barry sprach außerhalb des Bildes den Text.
Die nachträgliche Synchronisation fremdsprachiger Filme war in den ersten Jahren des Tonfilms aus technischen Gründen noch nicht möglich. Sollten Tonfilme im fremdsprachigen Ausland verbreitet werden, mussten Filmabschnitte oder der ganze Film zusätzlich in der jeweiligen Sprache gedreht werden. Manche Filme wurden doppelt gedreht, wie beispielsweise der österreichische Film aus dem Jahr 1933, Leise flehen meine Lieder, der ein Jahr später in englischer Fassung und unter dem Titel Unfinished Symphony mit leicht veränderter Besetzung neu produziert wurde. Andere Filme wurden gleich bei ihrer Produktion mit verschiedenen Darstellern gedreht, die die Szenen in einem Setting nacheinander spielten, wie beispielsweise der deutsche Hans-Albers-Film F.P.1 antwortet nicht (1932), der von Regisseur Karl Hartl mit unterschiedlichen Hauptdarstellern in deutscher, englischer und französischer Sprache gedreht wurde.
Nicht selbstverständlich war, dass die Zuschauer die relativ junge Technik der Synchronisation annehmen würden. Der Film- und Fernsehwissenschaftler Joseph Grancarz fasste dies im DLF Kultur zusammen, als „kulturelle(n) Lernprozess, bei dem das Publikum in gewissem Sinne vergessen können muss, dass derjenige, der spricht, eben nicht identisch ist mit demjenigen, den sie auf der Leinwand sehen“.
Bis ca. 1933 wurden Filme noch in Hollywood selbst synchronisiert, hierzu wurden Schauspieler engagiert, die ursprünglich zum Filmen von den oben genannten Mehrsprachenversionen nach Amerika kamen. Die Paramount synchronisierte ihre Filme erst in der französischen Stadt Joinville, bevor die ersten Studios in Deutschland gegründet wurden. Zu dieser ersten Welle der Synchronfirmen gehörten unter anderem die Tobis-Melofilm und Lüdtke & Rohnstein.

### Nach 1945
In der Zeit nach dem Zweiten Weltkrieg öffnete sich der deutschsprachige Filmmarkt zunehmend internationalen Filmwerken. Um ein möglichst großes Publikum im deutschsprachigen Raum anzusprechen, wurden die Filme häufig nicht nur übersetzt, sondern auch „inhaltlich angepasst“ (d. h. zensiert). Grund der Zensur waren in der Regel keine behördlichen Auflagen, sondern der Wunsch der beteiligten Unternehmen nach Profitmaximierung durch Anpassung an den vermeintlichen Publikumsgeschmack.

## Technische Grundlagen und Entwicklung

### Lichtton

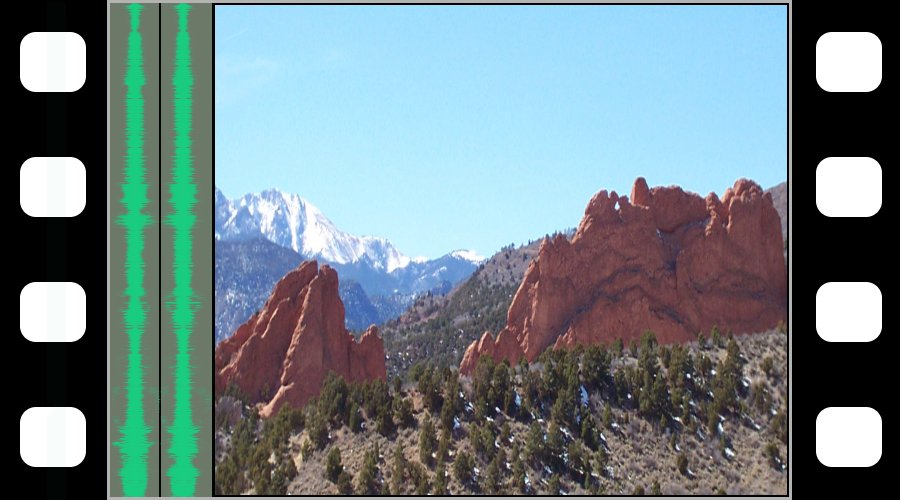
Filmbild mit Lichttonspur

Zu Beginn der Tonfilmära löste das neu entwickelte Lichttonverfahren den Nadelton (Ton von Schallplatten) ab. Bei der nachträglichen Tonnachbearbeitung wurde eine sogenannte Tonspur zwischen den Einzelbildern und den Perforationslöchern unmittelbar auf dem Filmstreifen fotografisch aufgebracht und ermöglichte somit eine synchrone Bild-/Tonpräsentation. Die direkte Bearbeitung des Filmmaterials bedeutete allerdings auch die Nicht-Trennbarkeit von Bestandteilen gemischter Tonspuren, weil der Ton nur als „Mix“ aufgenommen werden konnte. Daher mussten ganze Einstellungen im Studio neu nachvertont werden.
Bereits Mitte der 1920er Jahre entwickelte der deutsche Erfinder Carl Robert Blum Apparaturen, die zuerst Bild und Musik (sogenannte „Musik-Chronometer“) und später Bild und Ton (sogenannte „Rhythmographie“) synchron zusammensetzen sollten. Im Auftrag der Deutschen Universal wurden die Filme Kapitän der Garde und Im Westen nichts Neues mithilfe Blums neuen Patents synchronisiert, dabei wurden die Dialoge von Laufbändern vorgelesen, die die Sprechgeschwindigkeit vorgaben. Allerdings dauerte es noch knappe zwei Jahre, bis die Technik der Tonmisch- und Schnittverfahren genügend ausgereift war, um sich als Produktionsmethode zu etablieren. In Deutschland wandte man für die Nachsynchronisation vorwiegend die Rhythmographie an und setzte diese sogar teilweise noch nach dem Zweiten Weltkrieg ein.

### Magnetband

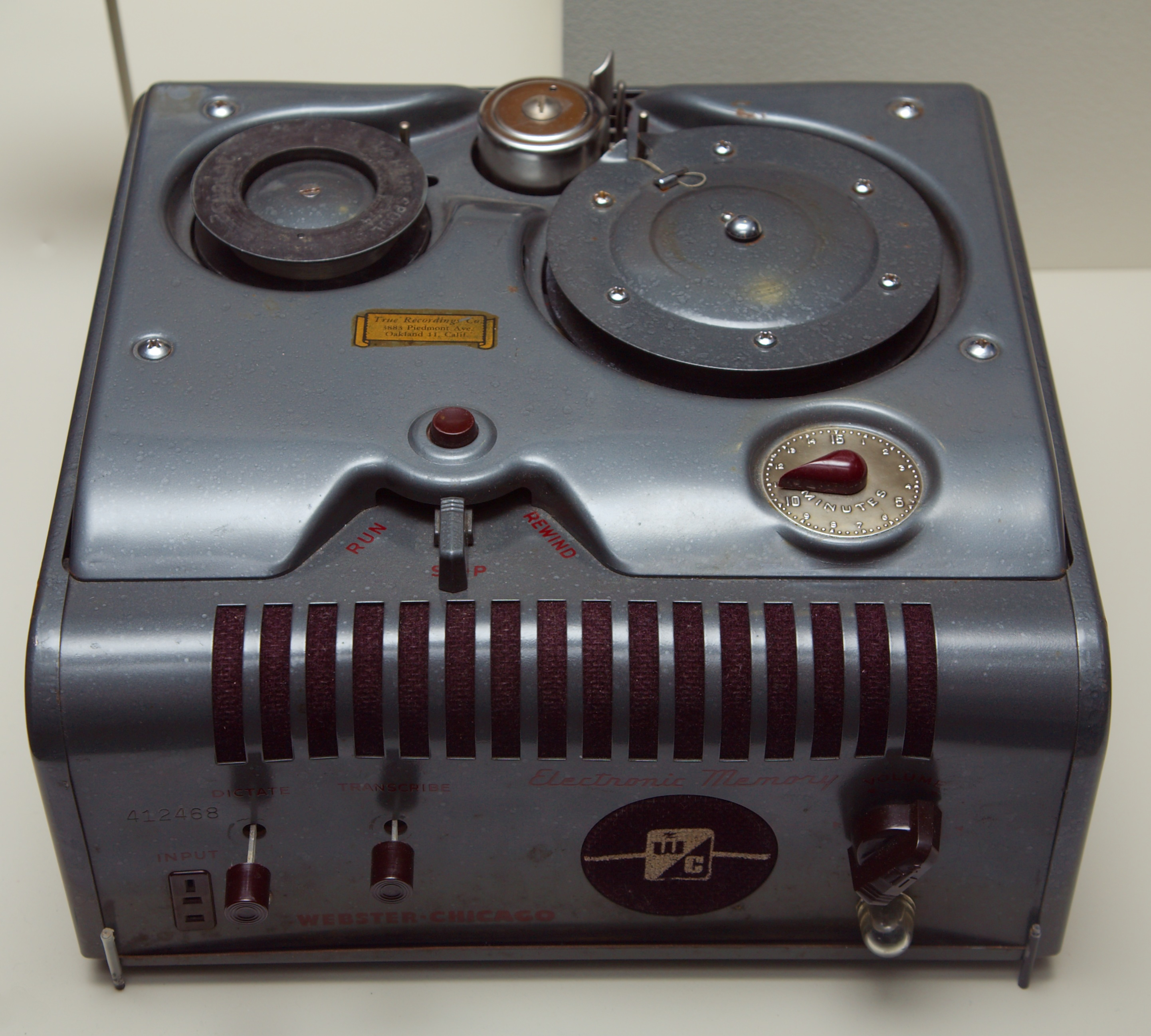
Drahtaufzeichnungsgerät

Die wichtigste Erfindung für die Nachvertonung war das Magnetband, das Mitte der 1930er Jahre von der deutschen Firma BASF weiterentwickelt wurde. Dieses bestand zu Anfang aus magnetisierbaren Drähten (von den damit arbeitenden Technikern scherzhaft „Schnürsenkel“ genannt), und nach der Entwicklung von flexiblerem Trägermaterial entwickelten sich die Drähte dann zu den so genannten Tonbändern.
In den 1940er Jahren hatte sich diese Technik gegen den rauschanfälligen Lichtton durchgesetzt. Anfänglich waren auch auf diesen Tonbändern die Dialoge, die Geräusche und die Musik zusammengemischt, für die Synchronisation musste der gesamte Filmton für einen fremdsprachigen Film neu aufgenommen werden. Die „Stereo“-Aufnahme bedeutete keine Zerlegung der einzelnen Tonquellen, der Ton befand sich dabei nur auf einem zweikanaligen Band und diente so der Klangoptimierung, die zu einer besseren Raumauflösung („Ortbarkeit“) führte. Bekannte Beispiele dafür sind die Filme Westwärts zieht der Wind (Paint Your Wagon, 1969) und Toll trieben es die alten Römer (A Funny Thing Happened on the Way to the Forum, 1966), deren deutsche Synchronfassung auch auf der DVD-Veröffentlichung nur im Mono-Ton verfügbar ist – im Gegensatz zum Stereo-Ton des englischen Originals. Bei Prestigefilmen hingegen achtete man meistens schon bei der Abmischung von Musik und Geräuschen in Stereo auf eine separate Dialogspur, damit diese im Ausland auch separat ersetzt werden konnte, wie beispielsweise bei Ben Hur aus dem Jahre 1959.
Nach der Entwicklung von Mehrspurrekordern wurden Dialoge, Geräusche und Musik getrennt auf einzelnen Spuren aufgezeichnet und zum fertigen Filmton abgemischt. In der internationalen Distribution von Filmen wird dann auf den zur Verfügung gestellten Bändern nur die originale Dialogspur ersetzt durch den im Studio aufgezeichneten landessprachlichen Dialog. Andere Spuren werden mitgeliefert und zur Herstellung des „Mix“ übernommen, das man bis heute als Internationale Tonspur oder „IT-Band“ (englisch international track) bezeichnet.
Seit den 1980er Jahren hat sich der technische Begriff Automatic Dialogue Recording (ADR) für das Nachsynchronisieren eines Films verbreitet, egal ob es sich um den Ersatz schlechter Originaltonaufnahmen oder um das Übersetzen in eine andere Sprache handelt. Für die Aufnahmen wurden die Dialogszenen des Films in mehrere Sekunden lange Sequenzen, sogenannte Takes, unterteilt und zur Endlosschleife zusammengeklebt. Die Synchronsprecher konnten ihren Text so oft zu den Loops einsprechen, bis der Dialog synchron zum Bild war.

### Digitale Technik

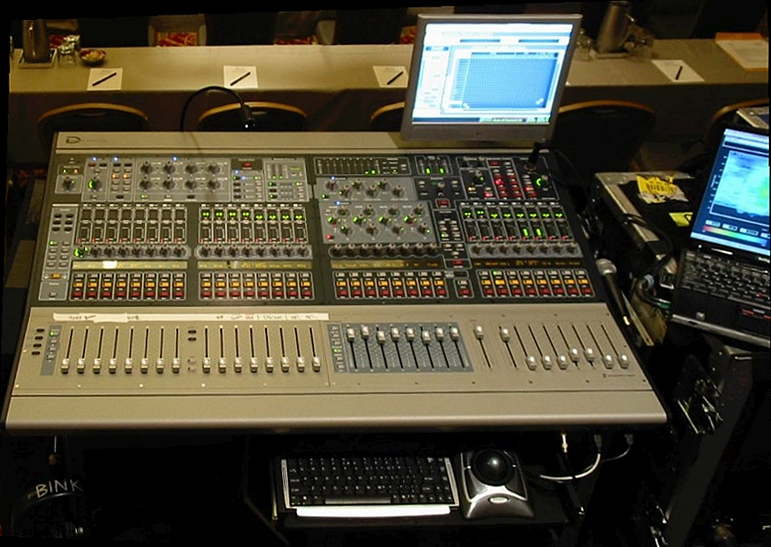
Digitales Mischpult

Auch nach Einzug der elektronisch gesteuerten Videotechnik Mitte der 1990er Jahre, die Tonbandaufnahmen allmählich durch digitale Medienspeicher ersetzte, behielt man die Schleifentechnik bei. Das digitale Tonaufnahmeverfahren hat den Arbeitsprozess vereinfacht und beschleunigt, so dass mittlerweile fast doppelt so viele „Takes“ pro Tag bearbeitet werden (früher 120 bis 170, heutzutage zwischen 200 und 250).
Mitunter müssen keine Geräusche eingespielt werden, da auf den vollcomputerisierten Mischpulten große Archive mit unterschiedlichsten Geräuschen und entsprechenden Klangeffekten abgespeichert sein können.

## Arbeitsschritte bei der Herstellung einer Synchronfassung

### Vorarbeit
Neben der Originalfassung wird vom Filmproduzenten zusätzlich eine internationale Tonfassung (IT, oder englisch M&E für „Music & Effects“) eines Films hergestellt, die alle Tonelemente mit Ausnahme von Sprache enthält. Entsprechende Stellen im Original müssen bei diesem Vorgang mit Atmo und Geräuschen aufgefüllt werden, so dass keine originale Sprache (auch im Hintergrund) mehr hörbar ist. Bei hochbudgetierten Filmproduktionen werden manchmal auch einzelne originalsprachliche Bildanteile (Hinweisschilder, abgefilmte fiktive Texte etc.) im Bild in die Zielsprache übersetzt.
Bei Spielfilmen wird mittlerweile zumeist auch ein sogenannter Optional-Track mit beigelegt, der Teile der Original-Sprachvertonung beinhaltet, die dramaturgisch opportun erscheinen. So besteht bei der Synchronisation die Möglichkeit, bestimmte Dialoganteile wahlweise zu synchronisieren oder aber im Original zu belassen. Dies bietet sich besonders an, wenn Drittsprachen mit ins Spiel kommen, beispielsweise wenn Teile der Handlung in einem fremden Land stattfinden und die Protagonisten selbst die dortige Sprache nicht verstehen.
Auftraggeber wie Filmverleiher oder Fernsehsender kaufen dann einen Film mit der dazugehörigen IT-Fassung vom Filmproduzenten. Dann holen sie sich normalerweise Angebote von verschiedenen Synchronfirmen mittels einer Ausschreibung ein. Meist ist nicht nur der günstige Kostenfaktor relevant, oft wird auch aufgrund der vorgeschlagenen Besetzung entschieden, insbesondere bei namhaften Schauspielern wird heutzutage mehr Wert auf Kontinuität gelegt, so dass sogenannte Stammsprecher eingesetzt werden.

### Übersetzung in die Zielsprache
Zu Beginn der Synchronisation wird ein Rohübersetzer, der meist extern arbeitet, beauftragt, die Originaldialoge sinngetreu in die Landessprache zu übertragen. Dies kommt einer literarischen Übersetzung gleich, jedoch enthält sie ergänzend ausführliche Anmerkungen zu Fachterminologie, Wortspielen, Redewendungen und Anspielungen auf kulturelle oder historische Ereignisse, denn „die fertige Rohübersetzung liefert die inhaltliche Basis für den Synchronautor“. Dessen Aufgabe ist es, alle Textpassagen als Dialoge so anzulegen, dass sie mit der Länge der Sprechphasen, den Lippenbewegungen und den Mimiken der Darsteller zusammenpassen. Der Dialogbuchautor hat nicht nur auf die Lippensynchronität zu achten, sondern gleichzeitig zu entscheiden, wie landestypische Eigenheiten der anderen Kultur dem Zielpublikum verständlich zu machen sind. Im fertigen Dialogbuch sind alle Textpassagen in kurze Sprechphasen eingeteilt mit jeweiligen Anmerkungen, ob die sprechende Person im Bild zu sehen ist oder nicht. Diese drei bis zehn Sekunden langen Kurzabschnitte, sogenannte Takes, werden später im Studio nummeriert und für die Aufnahmen so vorbereitet, dass sie immer wieder abspielbar sind.
In Frankreich und Spanien beispielsweise liegt die Verantwortung der gesamten Übersetzung oft in einer Hand, das heißt, die Rohübersetzung und das Dialogbuch werden zusammen erstellt. In Deutschland hingegen wird ein Rohübersetzer meist als freier Mitarbeiter extern beauftragt, um diese anzufertigen. Dagegen ist es hier wiederum häufig üblich, dass der Synchronautor zugleich auch als Synchronregisseur verantwortlich für die Sprachaufnahmen ist, zumindest große Erfahrung in diesem Tätigkeitsfeld hat.

### Disposition
Die Planung des Ablaufs der Synchronisation unterliegt dem Aufnahmeleiter. Anhand der nummerierten Takes ermittelt er den Umfang jedes einzelnen Sprechers in sogenannten „Auszügen“ und disponiert den zeitlichen Ablauf der Sprachaufnahmen, die somit in der Regel nicht chronologisch aufgenommen werden. Um dies besonders wirtschaftlich gestalten zu können, werden heutzutage bei allen Kinofilmen die einzelnen Rollen separat aufgenommen, das in der Branche als X-en bezeichnet wird. Nur an sogenannten Mengentagen werden viele Sprecher, meist auch unerfahrene, gleichzeitig disponiert, wenn Hintergrundgeräusche von vielen Menschen (Masse/Mensch) benötigt werden. Früher wurden die Dialoge noch im Ensemble eingesprochen, Synchronsprecher wie Roland Hemmo oder Jürgen Kluckert finden diese Art der Aufnahme besser und sehen das einzelne Aufnehmen jeder Rolle als Nachteil an.
Aufnahmeleiter und Regisseur legen üblicherweise gemeinsam die Besetzung der Synchronschauspieler fest, manchmal wird ein Probesprechen veranstaltet, um den Kunden mehrere Vorschläge unterbreiten zu können. Während der Sprachaufnahmen überprüft der Aufnahmeleiter die laufenden Arbeiten und die Einhaltung des Zeitplans.

### Sprachaufnahmen
Der Dialogregisseur trägt die Verantwortung für die Qualität der Synchronfassung. Im Vorfeld bereitet er die Synchronschauspieler auf ihre jeweilige Rolle vor, die im Gegensatz zu Filmarbeiten den Text noch nicht kennen und aufgrund angestiegener Schutzmaßnahmen vor Schwarzkopien meist auch nicht mit dem Film vertraut sind (vgl. Interview mit Nana Spier zu den Arbeiten an „Drei Engel für Charlie“). Bei den Aufnahmen werden die einzelnen Dialogsequenzen take by take vom Synchronsprecher direkt eingesprochen, somit muss er sich den Text nur satzweise rasch einprägen.
Im schallgedämpften Aufnahmeraum sieht sich der Synchronschauspieler den einzusprechenden Filmausschnitt im Original an und spricht daraufhin den Text laut Dialogbuch in ein Mikrofon so oft ein, bis die Aufnahme möglichst lippensynchron und geräuschfrei (=sauber) ist. Für die zweite Gewährleistung ist der Tonmeister zuständig, der an der Seite des Synchronregisseurs in der Regiebox arbeitet.

### Tonmischung
Letzter Schritt der Synchronisation ist die Tonmischung. Das deutsche Sprachband wird mit dem IT-Band (englisch international track) zusammengeführt, das alle Geräusche und Musikeinspielungen des Originalfilms mit Ausnahme der Dialoge enthält. Bei Neu- oder Erstsynchronisationen älterer Filme ist ein solches Band meist schlechter Qualität oder gar nicht vorhanden, dann müssen sämtliche Atmos und Geräusche (englisch Foleys) nachproduziert werden. Heutige digitale Aufnahmesysteme bieten die Möglichkeit zur Anlage umfangreicher Tonarchive, auf die umstandslos zugegriffen werden kann, so dass nachträgliche Geräuschaufnahmen zunehmend entfallen.

## Stimmenbesetzung
Ein Vorteil der Synchronisation ist, dass Synchronsprecher mit Stimmen gewählt werden können, die dem Typus des Schauspielers, der Rolle und/oder den Hörgewohnheiten der Zuschauer in der Zielsprache besser entsprechen als die Originalstimme des Schauspielers. In solchen Fällen weicht die Synchronstimme dann erheblich vom Original ab.

### Feststimmen
Viele ausländische Schauspieler hatten und haben eine deutsche Standardstimme, so zum Beispiel Georg Thomalla für Jack Lemmon und Peter Sellers, Siegmar Schneider für James Stewart, Margot Leonard für Marilyn Monroe und Brigitte Bardot, Arnold Marquis für John Wayne, Friedrich Schütter für Lorne Greene (Bonanza), Gert Günther Hoffmann für Sean Connery, Paul Newman, Rock Hudson, Lex Barker und William Shatner, Thomas Danneberg für Sylvester Stallone, Arnold Schwarzenegger, Dan Aykroyd und John Cleese, Christian Brückner für Robert De Niro oder Manfred Lehmann für Bruce Willis und Gérard Depardieu.
Es wird angestrebt, diese Synchronsprecher stets gleich zu besetzen, um den Wiedererkennungswert auch im deutschen Kino zu gewährleisten.

### Nichtbesetzung der Standardstimme
Die Gründe für die Nichtbesetzung der Standardstimme können sehr unterschiedlich sein:
- Wenn ein Sprecher durch ein laufendes Projekt aktuell verhindert ist, wertet die Filmproduktionsfirma die Umbesetzung einer Standardstimme geringer, als den durch verzögerten Filmstart entstehenden Zinsverlust (längere Amortisationszeit der Produktionskosten). Dieser Faktor betrifft vor allem teure Großproduktionen mit global synchronisierten Startterminen.
- Die Filmschaffenden (Regisseur, Produzenten, Originalschauspieler etc.) entscheiden sich aus künstlerischen Gründen gegen die Standardstimme. Dies war unter anderem bei der Synchronisation von Fluch der Karibik der Fall, als man entschied, Johnny Depp nicht wie üblich von David Nathan, sondern von Marcus Off synchronisieren zu lassen, um der „tuntigen“ Diktion des Originals näherzukommen.
- Im Film treten zwei Schauspieler auf, deren Synchronstimmen bisher vom selben Sprecher stammen. Beispiele hierzu sind: The Watcher mit James Spader und Keanu Reeves (Standard-Synchronstimme: Benjamin Völz), Mission to Mars mit Tim Robbins und Gary Sinise (Standard: Tobias Meister) oder Public Enemies mit Johnny Depp und Christian Bale (Standard: David Nathan). Bei den Erstgenannten wurde die gewohnte Stimme im Film beibehalten, der andere Darsteller erhielt jeweils eine Ersatzstimme.
- Der Sprecher fordert für die Synchronisation eine Gage, die die Produktionsfirma oder das Synchronstudio nicht bezahlen möchten. Ein Beispiel ist Akte X – Jenseits der Wahrheit, wo Synchronsprecher Benjamin Völz eine zu hohe Gage verlangte, weshalb Hauptdarsteller David Duchovny von Johannes Berenz gesprochen wird.
- Der Synchronsprecher stirbt. So gab es zum Beispiel für Sean Connery seit dem Tod von Gert Günther Hoffmann keine Standard-Stimme mehr.
- Der Schauspieler spielt in einer Fortsetzung mit, in deren Original er nicht von seinem Standardsprecher gesprochen wurde.

### Doppelte Verwendung der Synchronstimme
In seltenen Fällen kann es vorkommen, dass zwei oder mehr Schauspieler innerhalb eines Films oder einer Serien-Folge denselben Sprecher haben. Meist geschieht das, weil einer oder beide Schauspieler sehr bekannt sind und man den Zuschauer durch eine andere Stimme nicht verunsichern möchte. In der Regel versucht hier der Synchronsprecher, dies durch andere Akzente oder unterschiedliche Tonlagen besser unterscheidbar zu machen.
Dies ist etwa bei den beiden Filmen The Expendables 2 und The Expendables 3 geschehen, da die beiden Schauspieler Sylvester Stallone und Arnold Schwarzenegger seit Jahren in der Regel von Thomas Danneberg gesprochen werden.
Außerdem waren die beiden Schauspieler zuvor schon in Escape Plan gemeinsam zu sehen. Für Escape Plan wurde Arnold Schwarzenegger jedoch von Ralph Schicha gesprochen. Dies wurde von einigen Kino-Gängern in Internet-Foren diskutiert und teilweise negativ aufgefasst. Auch der Sprecher Thomas Danneberg äußerte sich in einem Radio-Interview negativ darüber.
Weiter ist dies in den Serien Mike & Molly und The Big Bang Theory der Fall. So synchronisiert in Mike & Molly die Sprecherin Kerstin Sanders-Dornseif die Schauspielerin Rondi Reed, die zur Stammbesetzung gehört. Kerstin Sanders-Dornseif ist darüber hinaus seit Jahren Stamm-Sprecherin der Schauspielerin Susan Sarandon. Da Susan Sarandon in der Serie einige Gast-Auftritte hat, hat man sie mit derselben Sprecherin synchronisiert.
Ebenso wurde in The Big Bang Theory für die Schauspielerin Kaley Cuoco die Stimme von Sonja Spuhl wieder verwendet, da sie mit dieser schon in Meine wilden Töchter synchronisiert wurde. Dieselbe Stimme wurde auch für Summer Glau in der Serie Terminator: The Sarah Connor Chronicles verwendet. Als Summer Glau in The Big Bang Theory einen Gastauftritt als sie selbst – mit Bezug auf ihre Rolle in Terminator: The Sarah Connor Chronicles – hat, ist deshalb in dieser Folge bei beiden Darstellerinnen dieselbe Synchronstimme zu hören.
Eher selten erfolgt die mehrfache Verwendung von Synchronstimmen aus Kostengründen. Letzteres war beispielsweise im ehemaligen Ostblock (mit Ausnahme der DDR) üblich, wo häufig nur eine Männer- und eine Frauenstimme pro Film Verwendung fand.

### Nachvertonung nicht fremdsprachiger Produktionen
Eine Nachsynchronisation wird bei nichtfremdsprachigen Filmen zumeist notwendig, wenn der Originalton aus technischen Gründen nicht zu gebrauchen ist. So hat man bei Außenaufnahmen häufig starken Verkehrslärm auf der Aufnahme, was nicht nur bei historischen Filmen sehr störend sein kann. Auch punktuelle Geräusche wie starkes Dielenknarren können einzelne Sätze unverständlich machen. Gelegentlich besteht ein Regisseur auch aus künstlerischen Gründen auf einer teilweisen Nachsynchronisation, beispielsweise bei Fehlbetonungen oder missglückter emotionaler Stimmhaltung.
In der Tonnachbearbeitung sprechen die eingesetzten Schauspieler ihre Rollen in der Regel jeweils selbst. Es kann jedoch vorkommen, dass ein anderer Schauspieler für die Nachvertonung eingesetzt wird, so wie es dem deutschen Schauspieler Raimund Harmstorf bei der Bearbeitung zum ZDF-Vierteiler Der Seewolf ergangen ist, als er von Kurt E. Ludwig als Sprecher ersetzt wurde oder Uschi Glas, die als „Indianerin“ mit bayerischem Zungenschlag in dem Karl-May-Film Winnetou und das Halbblut Apanatschi (1966) nicht durchgegangen wäre und deren Stimme durch die von Marion Hartmann ersetzt wurde.
Da Werner Herzog die Stimme von Klaus Kinski bei zwei gemeinsamen Projekten nicht passend fand, ließ er ihn bei Aguirre, der Zorn Gottes (1972) von Gerd Martienzen und bei Cobra Verde (1987) von Fred Maire synchronisieren.

## Übersetzung fremdsprachiger Filme
In erster Linie versteht man unter Synchronisation die lippensynchrone Nachvertonung eines ausländischen Films in einer anderen Sprache durch Synchronsprecher. In Deutschland und Österreich werden nahezu alle fremdsprachigen Filme und Serien synchronisiert. Sprachliche Änderungen sind jedoch nicht immer Übersetzungsfehler und oft gewollt, um die Inhalte dem Zielkulturkreis und dem dortigen Verständnis oder ganz einfach der Lippenbewegung der Schauspielerin bzw. des Schauspielers anzupassen.

### Interpretation und Fehlerquellen
Für die Filmsynchronisation treffen im Prinzip alle Aspekte zu, die auch für die literarische Übersetzung ein Problem darstellen. Hierzu zählen insbesondere die sogenannte Doppelte Bindung, also der Konflikt zwischen dem Sprachgebrauch des Originals und dem der Zielgruppe, sowie die Subjektivität des Übersetzenden. Wortspiele, Konnotationen und kulturelle Kontexte wie zum Beispiel Prominente, die nur im Herkunftsland des Filmes bekannt sind, oder nur auf die Originalsprache zutreffen, kommen hinzu und werden durch das zeitliche und rhythmische Korsett verschärft. Die Synchronisation stellt also in jedem Fall eine Interpretation dar.
Außerdem bedeutet eine Überarbeitung, gleich ob Synchronisation oder Untertitelung, immer auch eine neue mögliche Fehlerquelle; es können sich so Flüchtigkeitsfehler oder Übersetzungsfehler einschleichen; so zum Beispiel die typischen „falschen Freunde“ wie „Silikon“ statt korrekt „Silizium“ für das englische silicon oder der Begriff „geniality“ wird mit „Genialität“ statt korrekt mit „Freundlichkeit“ übersetzt. Auch spezifische englische Bezeichnungen für Begriffe oder Sachgegenstände werden häufig falsch synchronisiert, so wird beispielsweise ein chemisches Element „Sodium“ erschaffen, das im Deutschen gar nicht existiert, anstatt die korrekte Übersetzung „Natrium“ zu verwenden.
Wenn die Synchronisationen ohne ein Original-Drehbuchskript vollzogen werden und die Akustik als Referenz herangezogen wird, kann das Missverständnisse und Doppeldeutigkeiten fördern. Beispielsweise wird etwa statt suns „Sonnen“, sons „Söhne“ verstanden. Weiterhin sind in manchen Synchronfassungen erhebliche qualitative Mängel festzustellen, die nicht nur sinnverfälschend sind, sondern auf manche Zuschauer lächerlich wirken.
Ferner kann die Synchronisation Anglizismen fördern, wenn beispielsweise Wörter englische Begriffe wie lunch (Mittagessen) oder Dinner (Abendessen) nicht ins Deutsche übersetzt, sondern einfach beibehalten werden. In vielen Fällen gehen unübersetzbare Doppeldeutigkeiten und sprachliche Feinheiten aus der Ursprungssprache im Zuge der Übersetzung verloren. Ungenauigkeiten und Fehler sind mehr oder weniger in jedem synchronisierten Film zu finden. Konkrete Beispiele hierfür sind:
- Stand By Me: In der Szene, in der eine „Oberschule“ erwähnt wird, dieser Begriff aber im Englischen eigentlich sinngemäß Highschool bedeutet.
- Blade Runner: „Mach mir davon eine feste Kopie“. Das englische Hardcopy bedeutet aber Papier-Ausdruck.
- Jagd auf Roter Oktober: Der Kapitän führt ein waghalsiges Manöver durch, bei dem sich das U-Boot neigt oder es zu einem Zusammenstoß kommen könnte. Damit sich die Mannschaft hierauf vorbereitet, gibt er den Befehl: „Sound collision!“ Die deutsche Übersetzung hier wäre sinngemäß „Warnsignal für Kollision!“ Tatsächlich wurde übersetzt mit „Geräusch vorausnehmen!“, was unlogisch erscheint.
- Bei Austin Powers kommt es zu einem kurzen Dialog, der im Original „Sex?“ – „Yes, please!“ lautet. Hier wird mit der Doppeldeutigkeit des Wortes sex in der englischen Sprache gespielt, das sowohl Geschlecht als auch Geschlechtsverkehr bedeuten kann. Der Gefragte interpretiert hier die Frage nach dem Geschlecht als Aufforderung zum Sex und möchte dieser nachkommen. In der deutschen Fassung lautet der Dialog „Geschlecht?“ – „Ja, bitte!“, wobei das Wortspiel mit der Doppeldeutigkeit im Englischen, auch wegen der zeitlichen Einschränkungen, die bei einer Synchronisation eingehalten werden müssen, verloren geht.
- The Office US: Pam steht kurz vor dem Mutterschaftsurlaub und lernt ihre Vertretung an. Bei dieser handelt es sich um eine attraktive junge Frau. Pam will von ihrem Mann Jim wissen, ob er die neue Verterung attraktiv finde. Jim dementiert dies mehrfach. Pam meint daraufhin: „Sogar ich würde Pommes zu der Süssen haben wollen.“, was im Deutschen keinen Sinn ergibt. Im Englischen Original lautet die Aussage Pams: „Even I'd have fries with this chick.“, wobei chick hier im Englischen sowohl umgangssprachlich salopp für (dt.) Mädel als auch die englische Kurzform von chicken (dt. Hühnchen) steht, was im Kontext mit den Pommes/fries deutlich mehr Sinn ergibt.

Eine Besonderheit, wie durch die Synchronisation ins Deutsche eine Szene ihren Sinn verliert, findet sich zum Beispiel im Film Inglourious Basterds: Neben Englisch und Deutsch wird in vielen Szenen auch Französisch gesprochen und in einer weiteren Italienisch. Lediglich die englischsprachigen Szenen wurden synchronisiert, während auch in der deutschen Synchronfassung weiterhin auf Französisch und Italienisch miteinenader gesprochen wird. Gleich zu Beginn kommt es zu der unschlüssig wirkenden Szene, in der der österreichische SS-Offizier Landa mit einem französischen Bauern eine Unterhaltung auf Englisch führt. Hier wirkt die Szene in der deutschen Synchronisation schlüssiger, da ein einfacher Bauer im von Deutschen besetzten Frankreich eher die Sprache der Besatzungsmacht beherrschen dürfte als die Sprache einer entfernten Nation. Andersherum treffen in einer späteren Szene mehrere als SS-Angehörige getarnte deutschsprachige Mitglieder der Basterds während einer Geheimmission auf deutsche Soldaten. Als diese von einem betrunkenen Deutschen belästigt werden, weist ausgerechnet der englische Geheimdienstoffizier (gespielt von Michael Fassbender, der tatsächlich fließend Deutsch mit hörbarem Aktzent spricht) diesen zurecht, offenbart jedoch seinen starken Akzent und wird vom deutschen Soldaten auf ebendiesen angesprochen. Letztlich werden die Basterds hierdurch von einem zufällig anwesenden Gestapo-Offizier enttarnt. Da diese Szene in der deutschen Synchronfassung einen identischen Wortlaut hat, jedoch der markante Akzent fehlt, spricht der Deutsche den getarnten Briten auf seine „komische Art zu Reden“ an. Da sich die Ausdrucksweise (etwa im Vergleich zum überaus eloquenten Landa oder den eher ordinären Amerikanern im Film) jedoch nicht merklich von der der anderen Anwesenden unterscheidet, wirkt das nun geweckte Misstrauen des aufmerksamen Gestapo-Offiziers hier nicht wirklich schlüssig.
Einige Beispiele von Übersetzungsproblemen finden sich auch in dem Film Eins, zwei, drei von Billy Wilder. Der Film handelt von einem Manager und Mitarbeitern der Coca-Cola-Filiale im damaligen West-Berlin und spielt in einigen Dialogen mit den Unterschieden zwischen der deutschen und englischen Sprache. Durch die deutsche Synchronisation entstehen allerdings einige Unstimmigkeiten:
- Nachdem die Tochter des Coca-Cola-Chefs McNamara schwanger geworden ist, fällt dem deutschen Arzt im Original das englische Wort pregnant nicht ein („Schwanger … you know … such a Dummkopf I am!“). In der deutschen Übersetzung konnte man schlecht darstellen, dass ein Arzt nicht weiß, was „schwanger“ bedeutet. So behalf man sich damit, dass ihm die Situation peinlich ist und er sich mit Umschreibungen zu helfen versucht („In Erwartung … Sie wissen schon … ach Gott, wie unangenehm!“). McNamaras kleine Tochter sagt daraufhin in der deutschen Synchronisation wörtlich aus dem englischen Original übersetzt: „Scarlett wird Junge bekommen!“ („Scarlett’s going to have puppies!“). Nun spricht Mrs McNamara das Wort „schwanger“ aus, der Arzt ist erleichtert und singt zu der Melodie des Walkürenritts beim Hinausgehen statt „Schwanger is pregnant, schwanger is pregnant!“ in der deutschen Fassung „Schwanger ist prächtig, schwanger ist prächtig!“, da „pregnant“ und „prächtig“ phonetisch sehr ähnlich klingen.

- Im englischen Original begrüßt Schlemmer seinen ehemaligen Vorgesetzten aus der SS mit „Herr Oberleutnant“. In der deutschen Synchronisation wurde daraus „Herr Obersturmführer“, da es in der SS den Rang Oberleutnant nicht gab und das beim deutschen Publikum, anders als beim amerikanischen, als bekannt vorausgesetzt wurde. Anschließend sagt McNamara zu Schlemmer: „You are back in the SS! ‚S‘maller ‚S‘alary!“ (Wörtlich: „Sie sind zurück in der SS! Geringeres Gehalt!“) In der deutschen Fassung löste man das mit „Sie sind zurückversetzt in die HJ! Honorar Jekürzt“.

- Ein weiteres Beispiel ist die Szene mit den Vertragsverhandlungen zwischen den sowjetischen Kommissaren und McNamara, als dieser in der Originalfassung „royalties“ (Lizenzgebühren) einfordert. Das sich daraus ergebende Wortspiel ist im Deutschen nicht gegeben, weshalb die Übersetzung dann „fürstliche Dividende“ lautet. In Übereinstimmung mit dem Original entgegnet der Kommissar auch in der Synchronfassung, man habe in der Sowjetunion keinen Adel mehr, seit man den Zaren liquidiert hat.

- Unübersetzbar bleibt ein komisches Missverständnis beim Auftritt des Juweliers. Dieser kündigt sich mit dem Ausruf „Schmuck!“ an. Ohne ihn und seine Waren gesehen zu haben, fühlt sich McNamara als „Schmock“ beschimpft. In der deutschen Fassung bleibt unklar, warum er so unwirsch reagiert.

Eigenartig wirkt hier ebenfalls die Originalfassung des Films Urteil von Nürnberg: Im Nürnberg der Nachkriegszeit treffen während des (in seiner dargestellten Form fiktiven) Juristenprozess Amerikaner und Deutsche aufeinander. Da auch ein Großteil der Deutschen von Amerikaner dargestellt wird (u. a. Burt Lancaster, Judy Garland und Montgomery Clift), hört man diese niemals Deutsch sprechen. Während des Prozesses werden sie trotz ihrer teilweise sehr einfachen Herkunft ohne Verständigungsprobleme auf Englisch befragt und antworten auch so. Der vom Österreicher Maximilian Schell dargestellte Verteidiger Hans Rolfe spricht als einizge Hauptfigur einen nennenswerten Anteil seines Textes auf Deutsch, scheint während des Prozesses kein Englisch zu verstehen und benötigt einen Übersetzer, unterhält sich außerhalb des Gerichtssaals aber problemlos mit dem amerikanischen Richter Haywood (Spencer Tracy). An anderer Stelle spricht Rolfe zunächst Deutsch, wechselt dann aber für das Gespräch mit seinem deutschen Mandanten Janning (Lancaster) auf Englisch, obwohl dies hier dramaturgisch keinerlei Sinn ergibt. So entsteht ein inkosequentes Bild, welche Figur denn nun eigentlich welche Sprache beherrscht und spricht – diese Ungereimtheiten finden sich ebenfalls in der Synchonisation wieder, da nun auch alle englischen Passagen auf Deutsch gesprochen werden und die Übersetzer im Gerichtssaal überflüssig wirken, die Szenen ohne Übersetzer jedoch wiederum glauben machen, dass hier auch in der Originalfassung Deutsch gesprochen wird.

### Zeitgeist und Zensur
Synchronisation und Filmschnitt wurden wiederholt bewusst eingesetzt, um Inhalte zu verfälschen, teilweise zu zensieren und dem jeweiligen Zeitgeist anzupassen.
In der 1952 veröffentlichten ersten deutschsprachigen, stark gekürzten Fassung des Films Casablanca verwandelten sich die Nazis in schnöde Ganoven. Alle Szenen mit Major Strasser und anderen Nazis wurden herausgeschnitten. Victor László wurde zu Victor Larsen, einem norwegischen Atomphysiker, der die rätselhaften Delta-Strahlen entdeckt hat. Die Umsatzchancen auf dem deutschen Markt wurden so erhöht. Erst 1975 wurde der wiederhergestellte Film mit neuer Übersetzung und ungeschnitten wiederveröffentlicht.
Auch bei dem Hitchcock-Film Notorious (1946) wurde der ganze Film sinnentfremdet übersetzt und unter dem Titel Weißes Gift und einer Rauschgiftgeschichte in die deutschen Kinos gebracht. Erneut wollte man, so kurz nach dem Krieg, dem deutschen Publikum keinen Film mit Nazis präsentieren. Erst 1969 kam er mit dem Titel Berüchtigt in einer korrekten Übersetzung in Deutschland ins Fernsehen, allerdings immer noch nicht komplett. Verschiedene Szenen, die auf die IG Farben anspielen, fehlten immer noch.
In dem Film Stirb langsam mit Bruce Willis sind im englischen Original die Terroristen ein Trupp von Europäern, vor allem Deutsche; in der deutschen Synchronisation erkennt man nur noch den italienischen Ganoven an seinem Akzent, da ja alle deutsch reden. Das führt vor allem deshalb zu Verwirrungen, weil die Terroristen teils ihre Pläne vor den versammelten Geiseln diskutieren. Im Original tun sie das auf Deutsch, deshalb verstehen es die Geiseln nicht. In der deutschen Synchronfassung funktioniert das nicht. Ebenso verhält es sich bei Der dritte Mann, bei dem der Protagonist die Deutsch sprechende Bevölkerung im zerstörten Wien nicht versteht, in der Synchronisation aber selbst deutsch spricht.
Ähnliche Probleme tauchen in vielen Filmen auf, die im Zweiten Weltkrieg spielen, beispielsweise in der Schlussepisode der Serie Band of Brothers. Hier hält ein deutscher General nach der Kapitulation auf Deutsch eine letzte Ansprache an seine Soldaten, die zeitgleich von einem Amerikaner ins Englische übersetzt wird. In der deutschen Synchronfassung versteht man ja den Originaltext, weshalb besagter Amerikaner nur stark sinnentstellende Kommentare zur Rede abgibt. Eine ähnliche Szene findet sich auch in Inglourious Basterds, in der ein gefangener deutscher Soldat vom amerikanischen Lieutenant über weitere deutsche Truppen im näheren Umfeld befragt wird: Während in der Originalfassung ein in die USA geflüchteter österreichischer Jude wörtlich zwischen beiden Sprachen übersetzt, wird er in der deutschen Fassung hinzugerufen, um dem ängstlichen deutschen Soldaten "das Händchen zu halten" - aus dem Dialog mit Übersetzer wird nun eher ein Trialog, in welchem die beiden amerikanischen Soldaten ihre Äußerungen gegenseitig sarkastisch kommentieren. In einer weiteren Einstellung erklärt der deutsche Soldat, was er machen werde, sollte er aus seiner jetzigen Situation freigelassen werden - der Lieutenant blickt währenddessen zu seinem Übersetzer, ehe er sich wieder an seinen Gefangenen wendet und antwortet. In der deutschen Fassung sagt der Übersetzer gar nichts (man kann seinen Mund nicht sehen, sodass nicht ersichtlich ist, dass er im Original spricht), weshalb der abschweifende Blick des Lieutenants weg von seinem scheinbaren Gesprächspartner noch eine zusätzliche Komponente nonverbaler Kommunikation in Form von Desinteresse und Verachtung für seinen Gefangenen mitklingen lässt. Die amerikanischen Soldaten wirken somit in der gesamten Szene durch den grundlegend veränderten Text, bzw. die bissig-angsteinflößenden Kommentare (die ja im Original lediglich eine wörtliche Übersetzung beider Sprachen oder weitere Fragen/Befehle sind) gegenüber unbewaffneten Gefangenen noch sehr viel unbarmherziger und sadistischer, als sie ohnehin portraitiert werden. Noch schwieriger war die deutsche Synchronisation in Der Gute Hirte. In der deutschen Version des Films gibt eine Dolmetscherin beim Gespräch eines ehemaligen SS-Majors mit einem US-Geheimdienstler ergänzende Kommentare, so als ob sie im Vorfeld bereits mit dem Major gesprochen hätte.
Während John Wayne als Big Jim McLain im Original für das Komitee für unamerikanische Umtriebe Kommunisten verfolgt, jagt er in der deutschsprachigen Synchronfassung einen Marihuanaschmugglerring.
Zuerst dank der zunehmenden Verbreitung von DVD und Blu-ray Discs und dann der Streamingdienste können heute Liebhaber der Originalfassung und Synchronisationsbefürworter gleichermaßen bedient werden, da die meisten ausländischen Filme sowohl im Originalton als auch in deutscher und weiteren fremdsprachigen Synchronisationen vorliegen und oft zusätzlich Untertitelung verfügbar ist.

## Synchronisation weltweit
Bei Film und Fernsehen haben sich in den verschiedenen Sprachregionen unterschiedliche Gewohnheiten herausgebildet. Grundsätzlich werden Programme für Kinder synchronisiert.

### Europa

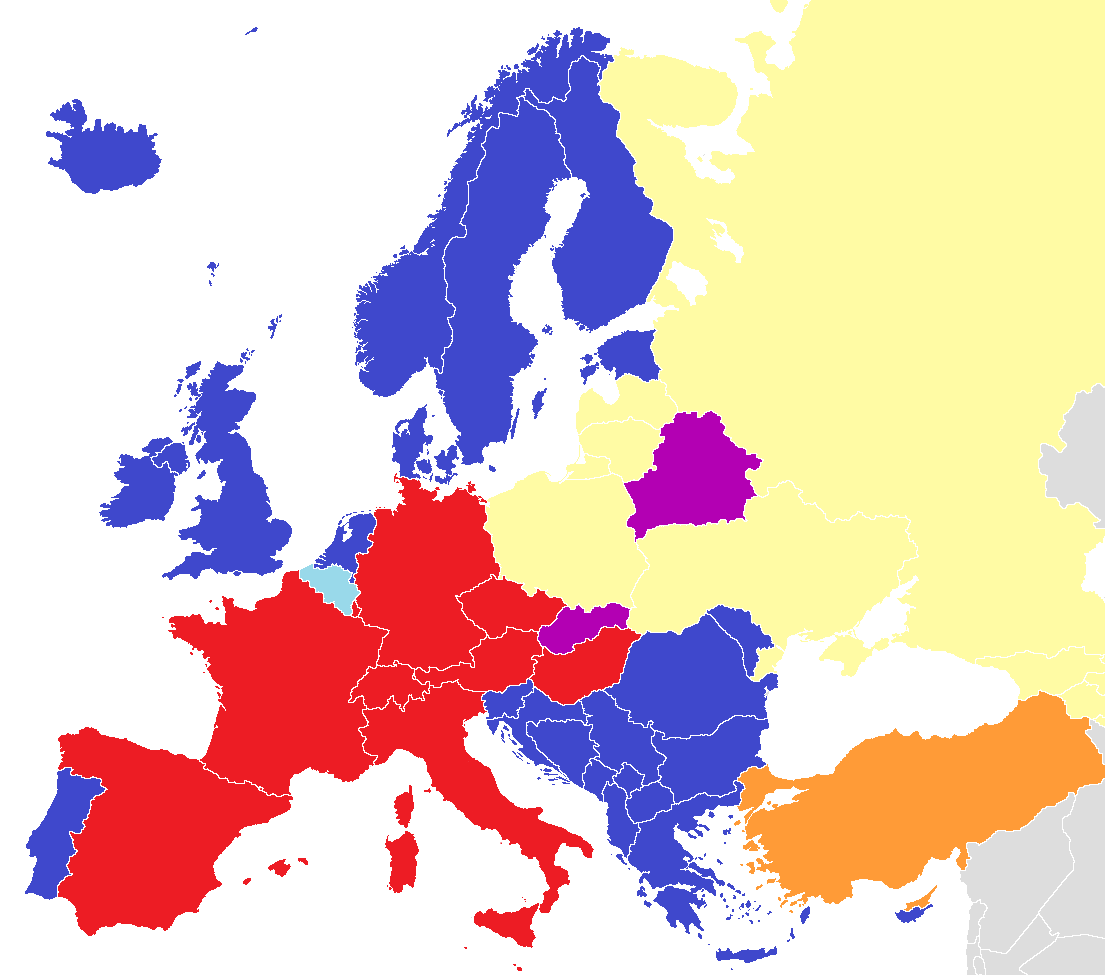
Synchronisation nur für kinderbezogene Filme üblich, ansonsten ausschließliche Verwendung von Untertiteln.
Länder mit unterschiedlicher Handhabung: Länder, die gelegentlich Filme voll synchronisieren, meistens aber Untertitel verwenden.
Off-Stimme: Länder, die entweder einen oder mehrere Synchronsprecher verwenden, wobei der Originalton im Hintergrund zu hören ist. Kinder- und Jugendfilme sowie Zeichentrickserien werden jedoch komplett synchronisiert.
Allgemeine Synchronisation: Länder, die ausschließlich Vollsynchronisationen verwenden, sowohl für Filme als auch für Fernsehserien.
Belgien: Flämischsprachige Regionen erstellen gelegentlich eigene Dialekt-Synchronfassungen für Kinderfilme, ansonsten werden nur Untertitel verwendet. Die französischsprachige Region Wallonien verwendet eine Vollsynchronisation auf Französisch, in der ebenso Filme wie auch Fernsehserien synchronisiert werden.
Länder mit eigenständiger Amtssprache, die gelegentlich eigene Synchronfassungen erstellen, ansonsten jedoch eine Synchronfassung in einer anderen Sprache verwenden, da sich diese Sprachen sehr ähnlich sind.

Auf dem deutschen, italienischen, spanischen und französischen Kino- und Fernsehmarkt hat sich die flächendeckende Synchronisation nahezu aller internationalen Produktionen durchgesetzt. Filme und Serien mit Untertitelung werden in diesen Ländern allenfalls noch bei sogenannten „Art-House“-Filmen, das heißt Filmen mit gehobenem künstlerischem Anspruch, akzeptiert. Es gibt jedoch auch Kinos, die auch Hollywood-Blockbuster in OmU-Fassungen zeigen.
Die Handhabung in der DDR war im Wesentlichen mit der in Westdeutschland identisch. Hier wurden die Filme von der DEFA, im DEFA Studio für Synchronisation, und dem DFF, im Fernsehen der DDR Studio für Synchronisation, bearbeitet. Für einige internationale Filme liegen heute zwei verschiedene deutschsprachige Synchronisationen vor, beispielsweise für die Filmreihe der Olsenbande oder für die ungarische Zeichentrickserie Adolar, was Gelegenheit zu Qualitätsvergleichen gab.
Deutschland, Österreich und die deutschsprachige Schweiz verwenden zum Großteil eine gemeinsame deutschsprachige Synchronisation, es gibt aber auch Ausnahmen. Für Filme, die im Fernsehen gezeigt oder als DVD veröffentlicht werden, gibt es jedoch, wenn aber nur sehr selten, auch eigene österreichische Synchronfassungen, was sich aber hauptsächlich auf Kinderfilme oder Disney-Filme beschränkt. So gibt es eigene österreichische Synchronfassungen verschiedener Kinder- und Zeichentrickfilme, wie zum Beispiel Shrek 2 – Der tollkühne Held kehrt zurück, Cars oder Oben, wobei hier nur einige Charaktere auf Österreichisch synchronisiert wurden und die restlichen Charaktere aus der deutschen Fassung übernommen wurden. Eine vollständig auf Österreichisch synchronisierte Fassung gibt es von Ein Schweinchen namens Babe und dessen Fortsetzung Schweinchen Babe in der großen Stadt.
Vor dem Zweiten Weltkrieg wurde auch in Österreich oft synchronisiert, zum Beispiel bei der Selenophon und der Wien-Film. Zu dieser Zeit entstanden unter anderem die erste Synchronfassung von Maria von Schottland oder auch die deutschen Synchros für Drei süße Mädels und 100 Mann und ein Mädchen.
Manche Filme, die in Österreich synchronisiert wurden, weichen von der deutschen Standard-Synchronfassung ab. Dies betrifft insbesondere die Aussprache und Verwendung einzelner verschiedener Worte. Außerdem werden englische Anredeformen wie Mr. und Mrs. mit „Herr“ und „Frau“ übersetzt, was zumeist in der deutschen Standard-Synchronfassung nicht übersetzt wird, um möglichst authentisch und lippensynchron zu wirken. Zum anderen werden auch englisch ausgesprochene Wörter und Namen übersetzt und „deutsch“ ausgesprochen: Deutsche Aussprache des Buchstabens „R“ (Zäpfchen-R bzw. gerolltes-R – kein englisches R) und manchmal werden auch Vornamen übersetzt. Ein Beispiel dafür war, dass aus dem englischen Vornamen „Bert“ in der österreichischen Fassung „Bertl“ wurde.
Der ORF hat die Episode Weihnachten in Florida der US-amerikanischen Zeichentrickserie Die Simpsons auf österreichischem Deutsch neusynchronisieren lassen. Der Familienvater Homer Simpson wird von Robert Palfrader, Marge Simspon von Chris Lohner, Bart Simpson von Paul Pizzera sowie Lisa Simpson von Yasmin Hafedh synchronisiert. Diese Episode wurde erstmals am 23. Dezember 2020 auf ORF eins ausgestrahlt. Die vom ORF in Auftrag gegebene Synchronfassung wurde von MG Sound Studios in Wien produziert.
In den städtischen Kinos der deutschsprachigen Schweiz wurden lange Zeit alle Filme in der Originalfassung mit deutschen und meist auch französischen Untertiteln gezeigt. Da die Filme oft in mehreren Kinosälen einer Stadt programmiert sind, wurde in der Regel auch die deutsche Synchronfassung gezeigt. Seit einigen Jahren geht der Trend jedoch immer stärker zu Vorführungen ausschließlich synchronisierter Filmfassungen. Leo Baumgartner von Warner Schweiz sieht einen Grund für diese Tendenz im jüngeren Publikum mit Migrationshintergrund. In Fernsehkanälen des Schweizer Fernsehens sind Synchronfassungen in der Sprache des jeweiligen Landesteils üblich. Die meisten fremdsprachigen Filme und Serien werden jedoch mit Zweikanalton angeboten, bei dem zwischen Original- und Synchronfassung gewählt werden kann.
In den meisten Ländern Europas mit geringer Einwohnerzahl war eine Synchronisation anfänglich kaum rentabel, da der nationale Fernsehmarkt bzw. die Abonnentenzahl zu klein war. Die Bevölkerung dieser Länder lehnt meist auch mit großer Mehrheit Synchronisationen ab. Beispielsweise sind in Skandinavien und den Niederlanden 90 bis 95 Prozent der Bevölkerung gegen eine Synchronisation von Filmen. Deshalb wird – mit Ausnahme weniger Kindersendungen – grundsätzlich das Original mit Untertiteln ausgestrahlt. Ausnahmen hiervon bilden Ungarn, Tschechien und die Slowakei, wobei die Slowakei nur von Zeit zu Zeit eigene Synchronfassungen erstellt, das gilt dann vor allem für Zeichentrick-, Walt-Disney- sowie Fantasy-Filme wie Harry Potter oder Herr der Ringe. Fernsehserien und übliche Spielfilme werden – wenn vorhanden – auf Tschechisch gezeigt, da sich Tschechen und Slowaken problemlos verstehen und sich eine eigene Synchronfassung in den meisten Fällen nicht auszahlt.
In Ungarn hat sich die Synchronisation im Fernsehen weitgehend durchgesetzt, wenn auch mit bescheideneren Mitteln. Das gilt auch für viele Kinofilme. Ungarische Synchronisationen haben, aufgrund ihrer besonders langen Tradition, ein sehr hohes Niveau und eine sehr gute Qualität. Zwischen 1998 und 2006 wurden jedoch, aus Kostengründen, viele Filme im Kino lediglich mit Untertiteln gezeigt (jene Filme waren bei späteren TV-Ausstrahlungen jedoch ungarisch vertont). Seit 2006 werden die Filme jedoch auch im Kino alle wieder synchronisiert gezeigt. Dies liegt nicht zuletzt an dem Einzug der Digitaltechnik und den damit fallenden Verbreitungskosten für Tonkopien. Auch stieß untertiteltes Kino in breiten Massen der Bevölkerung auf starke Ablehnung, was zuvor zu einer Abnahme der Besucherzahlen geführt hatte.
In Nordeuropa sowie in den Niederlanden, Großbritannien, Belgien und Portugal werden fremdsprachige Produktionen grundsätzlich mit Untertiteln ausgestrahlt. Programme für Kinder, die noch nicht lesen können, werden jedoch auch hier in der Regel in einer synchronisierten Fassung angeboten. Da Belgien mehrsprachig ist, werden hier Filme auf Französisch und Niederländisch gezeigt. Das Angebot auf Französisch ist ähnlich groß wie das der deutschen Synchronisation, wo so gut wie alle Filme und Fernsehserien synchronisiert sind. Niederländische Fassungen gibt es in den meisten Fällen nur für kinder- bzw. jugendbezogene Filme. Daneben gibt es aber auch einige Walt-Disney-Filme und Harry-Potter-Filme in Flämisch, das auch belgisches Niederländisch genannt wird. Diese Synchronfassungen unterscheiden sich meist nur durch verschiedene Synchronsprecher und unterschiedliche Betonung, wobei der Text fast Wort für Wort aus der niederländischen Fassung übernommen wird.
Im bulgarischen Fernsehen werden viele Sendungen in einer bulgarischen Synchronfassung gezeigt, allerdings werden auch viele Sendungen aus Kostengründen mit Untertiteln ausgestrahlt. In Griechenland werden nur Kinderfilme und -serien synchronisiert, Untertitel sind weit verbreitet.
In der Türkei wird häufig und sorgfältig in dem an den staatlichen Filmhochschulen gelehrten und im Fernsehen gesprochenen Dialekt synchronisiert, der mit einer Hochsprache vergleichbar ist, von den meisten Türken jedoch in dieser reinen Form nicht gesprochen wird, weshalb solche Filme auf den Zuschauer einen ordentlichen, etwas höher gestellten, aber auch gekünstelten Eindruck machen.
In Russland und Polen sowie in Lettland und Litauen wird teilweise auch heute noch eine Synchronverdolmetschung über den Originalsoundtrack gelegt (Voice-over), der im Hintergrund noch hörbar ist. Die Tendenz ist aber stark abnehmend. Neue Filme, insbesondere Blu-ray-Produktionen, warten mit einer professionellen Synchronisation auf.

### Ostblock bis 1990
Das Urheberrecht wurde im Ostblock anders gehandhabt. Die Filmverwerter kauften in der Regel keine Masterbänder mit getrennten Tonspuren vom Rechteinhaber, sondern importierten einfache Kino-Gebrauchskopien und adaptierten sie möglichst billig an den nationalen Markt. Es wurden einige wenige oder sogar nur ein einziger Synchronsprecher eingesetzt, und die Tonspur wurde zusätzlich zur leiser gemachten Originaltonspur ausgestrahlt. Zwischendurch wurde auch nicht synchronisiert, sondern einfach in der dritten Person erzählend bzw. kommentierend übersetzt. In der DDR und ČSSR war im Gegensatz zum restlichen Ostblock immer eine komplette Synchronisation üblich. Eine billige Synchronisation, wie zum Beispiel mit Einsprecher, Untertiteln und dergleichen, war dort genauso unüblich wie in Westdeutschland.

### Nordamerika
In den USA und Kanada sind Synchronfassungen äußerst selten, weil nahezu sämtliche Produktionen in der englischen Sprache vorliegen und fremdsprachige mit Untertiteln gezeigt werden. Im französischsprachigen Québec hingegen strahlen die Fernsehstationen nahezu alle Sendungen in der französischen Synchronfassung aus, teilweise wird vor Ort synchronisiert, teilweise die in Frankreich erstellte Tonspur übernommen.

### Lateinamerika
Am meisten wird in Mexiko synchronisiert und das bereits seit den 1940er Jahren. Anfangs wurden die Sprecher, die meistens vom Radio kamen, noch in die USA geholt, um zu synchronisieren. Doch schon bald wurde die Bearbeitung der Filme wieder zurück nach Mexiko und Argentinien verlegt, wo das Synchronisieren aber bald verboten wurde, weil man darin eine Konkurrenz zur nationalen Filmindustrie sah. Zeichentrickfilme wurden aber weiterhin ins Spanische übersetzt. Inzwischen hat sich die mexikanische Synchronindustrie zu der größten in Lateinamerika entwickelt. Lange Zeit wurden lateinamerikanische Synchros auch in Spanien gezeigt, weshalb die Übersetzer bald ein Spanisch entwickelten, das in allen spanischsprachigen Regionen verständlich war.
In Brasilien werden Film- und Fernsehproduktionen aufgrund eines Dekrets von Jânio Quadros im Allgemeinen synchronisiert.

### Asien
In Indien sind Synchronfassungen häufig anzutreffen. Aufgrund der Sprachvielfalt auf dem indischen Subkontinent werden auch nationale Produktionen nachsynchronisiert, weil es im Land viele Sprachen gibt, die in anderen Landesteilen nicht verstanden werden (unter anderem Hindi, Malayalam, Tamil und Telugu). In Nepal werden die indischen Produktionen stets in Hindi, englischsprachige Filme zum besseren Verständnis immer mit englischen Untertiteln gezeigt.
In Japan und auch in der Volksrepublik China werden internationale Film- und Fernsehproduktionen zunehmend synchronisiert, außerdem werden eigene Produktionen für den internationalen Markt englisch synchronisiert.
Selbst rein chinesischsprachige Filme werden oft mit chinesischen Untertiteln versehen, damit Sprecher unterschiedlicher Dialekte dem Geschehen folgen können. Dies ist möglich, weil die einzelnen chinesischen Dialekte alle dieselben Schriftzeichen verwenden. Ebenso werden auch in Japan die japanischsprachigen Fernsehsendungen üblicherweise untertitelt.
Im Iran senden die staatlichen TV-Sender ausländische Filme ausschließlich in Synchronfassung. Aus dem Ausland sendende Satellitensender für das iranische Publikum bringen jedoch auch teilweise Filme mit persischen Untertiteln. Insbesondere im Iran offiziell verbotene Filme haben üblicherweise keine Synchronisation. Bei Filmen, die (zunächst) nur in geschnittener Fassung im Iran zu sehen waren, liegen ungekürzte Fassungen vor, bei denen die wieder hinzugefügten Szenen mit Untertiteln ergänzt wurden, sodass im Film zwischen Synchronisation und Original gewechselt wird. Auf dem legalen und dem illegalen DVD-Markt werden Synchronfassungen bevorzugt, sofern vorhanden. Des Weiteren betreibt der Iran mit „iFilm“ und „iFilm English“ zwei Fernsehsender, die ausschließlich speziell für die Sender erstellte arabische bzw. englische Synchronfassungen von iranischen Filmen und Serien ausstrahlen.

### Afrika
Zurzeit werden internationale Produktionen in den meisten afrikanischen Ländern nicht synchronisiert. Ausnahmen sind im Wesentlichen Ägypten und andere arabischsprachige Länder (arabisch) und Südafrika (englisch). In Ländern, in denen auch Französisch gesprochen wird (z. B. Algerien, Marokko), werden teilweise französische Synchronfassungen ausgestrahlt, sofern keine arabische Fassung vorliegt.

## Parodistische Neusynchronisierung

### Parodistische Neusynchronisierung von Filmen
In Internet-Videoportalen wie YouTube erfreuen sich von Amateuren gemachte Neusynchronisationen (auch „Fandubs“ oder „Fundubs“ genannt) von erfolgreichen Hollywood-Blockbustern und Musikvideos großer Beliebtheit. Die prominentesten Beispiele für dieses Genre sind Sinnlos im Weltraum, eine Parodie auf diverse Folgen der Star-Trek-Serie Raumschiff Enterprise – Das nächste Jahrhundert, und Lord of the Weed, in dem die ersten zwanzig Minuten von Der Herr der Ringe: Die Gefährten in neusynchronisierter und teilweise bearbeiteter Form wiedergegeben werden. Der Witz entsteht dabei vor allem dadurch, dass der Film durch das Wegschneiden des Tons Raum für völlig neue Interpretationsmöglichkeiten bietet. Bestimmte Bewegungen und Ausdrücke können so ins Lächerliche gezogen werden, nicht selten dadurch, dass die agierenden Figuren ihre Tätigkeiten selbst beschreiben („Ich tue so, als würde ich Klavier spielen“, „Ich renne gegen eine Wand“). Die Figuren werden dabei ins Groteske überzeichnet und höhnisch aus dem Off kommentiert. Oft wird auch auf Filmfehler Bezug genommen, zum Beispiel in das Bild hereinragende Kameras und Mikrofone oder Ungereimtheiten in der Handlung.

### Parodistische Neusynchronisierung in Musikvideos
Literal Music Video, Literal Video Version, oder auch Literal Video Clip ist die im Internet gebräuchliche Bezeichnung für Parodien auf Musikvideos, bei denen der Songtext gegen einen anderen ausgetauscht wurde, der das Geschehen in dem zugehörigen Video beschreibt. Auffällig ist, dass dabei meist Videos der 1980er und 1990er parodiert werden. Bekannte Beispiele dieses Genres sind Take On Me von a-ha, Total Eclipse of the Heart von Bonnie Tyler und You’re Beautiful von James Blunt, die alle mehr als vier Millionen Aufrufe auf YouTube erreicht haben.
Als Musicless Musicvideo bezeichnet der österreichische Sounddesigner Mario Wienerroither seine parodistischen Bearbeitungen von Musikvideos. Er entfernt die Musik aus dem Clip, es sind nur noch einzelne Wörter und Gesangsparts zu hören. Durch zahlreiche Geräusche und Laute, die den Musikern in den Mund gelegt werden, entsteht ein neuer Kontext, in dem Tanz und Performance der Sänger seltsam oder unfreiwillig komisch wirken. Das Format hat mittlerweile zahlreiche Nachahmer gefunden und ein neues Genre der Neusynchronisierung begründet.

### Parodistische Neusynchronisierung in satirischen TV-Formaten
Die Montage und Neusynchronisation von Nachrichtenbildern und aktuellen Fernsehausschnitten wurde im deutschsprachigen Fernsehen immer wieder satirisch eingesetzt. So etwa in den 1980er Jahren bei Rudis Tagesshow mit Rudi Carrell oder bei Einer wird gewinnen mit Hans-Joachim Kulenkampff. Für den ORF produziert die Kabarettgruppe maschek seit 2005 regelmäßig satirische Neusynchronisierungen, zunächst für Dorfers Donnerstalk, später für Willkommen Österreich. Auch die deutsche Netzkünstlerin Coldmirror bearbeitete in ihrer gleichnamigen Sendung auf einsfestival Fernsehbilder durch satirische Neusynchronisierung.

## Synchronisation per künstlicher Intelligenz
Seitdem KI-Werkzeuge einer breiteren Masse zur Verfügung stehen, werden immer mehr Programme zum Synchronisieren der verschiedensten Medien angeboten. Solche Dienste ändern meist nicht nur die Sprache, sondern passen auch die Lippenbewegungen der zu sehenden Personen an. Momentan (Stand: Januar 2025) werden vor allem satirische Videos und Parodien mit Hilfe dieser neuen Technologie erstellt.
Ende 2024 schaltete YouTube für bestimmte Benutzer eine Funktion frei, die ihnen die automatische Synchronisation ihrer Videos ermöglicht. Kritik erntete dabei vor allem die minderwertige Qualität dieses Werkzeugs. Des Weiteren kündigte die Synchronfirma TNT Media an, zukünftig KI generierte Synchronfassungen für Märkte erstellen zu wollen, die vorrangig Untertitel benutzen.
Reaktionen aus der deutschen Synchronbranche fallen hauptsächlich negativ aus. So kritisieren viele Synchronsprecher aus dem Videospielbereich bestimmte Klauseln in ihren Verträgen, die es den verantwortlichen Entwicklern ermöglichen würden, ihre Stimmen zum trainieren von KI-Modellen zu nutzen. Inzwischen haben sich mehrere nationale und internationale Verbände aus der Synchronbranche zusammengetan, um gemeinsam der KI-Nutzung im Synchronbereich entgegenzuwirken.
Mit Black Dog – Weggefährten kam im Dezember 2024 der erste Film in die deutschen Kinos, dessen Synchronfassung vollständig KI generiert wurde. Anfang 2025 erschien die polnische Viaplay-Serie Murderesses bei MagentaTV und Prime Video mit KI-generierter Synchronisation. Dafür verantwortlich zeichnete das israelische Unternehmen Deepdub. Die Deutsche Telekom nahm diese Serie nach Zuschauerbeschwerden hinsichtlich der Qualität wieder aus ihrem MagentaTV-Angebot und entschied sich, die Serie künftig ausschließlich im polnischsprachigen Original mit deutschen Untertiteln anzubieten.